# Coelogyne pholidotoides
Coelogyne pholidotoides är en orkidéart som beskrevs av Johannes Jacobus Smith.
Coelogyne pholidotoides ingår i släktet Coelogyne och familjen orkidéer. Inga underarter finns listade i Catalogue of Life.